# Lista de prefeitos de Aparecida de Goiânia
Esta é a lista de prefeitos do município de Aparecida de Goiânia, localizado no estado brasileiro de Goiás.

## História
Em 3 de fevereiro de 1964, o governador do estado Mauro Borges Teixeira nomeou Licídio de Oliveira como o primeiro prefeito do então recém criado município de Aparecida de Goiânia. O país passava por momentos difíceis na época, devido ao golpe militar de 1964. O presidente da República, Humberto de Alencar Castelo Branco, nomeou como interventor do governo de Goiás o tenente-coronel Meira Matos. Como o município de Aparecida de Goiânia era novo e representava o reduto da oposição ao golpe, foi nomeado para ocupar o cargo de prefeito o ex-combatente de guerra, José Bonifácio da Silva, cujo mandato se estendeu até 31 de janeiro de 1966. A partir dessa data, assume o primeiro prefeito eleito pelo voto direto, Tanner de Melo, e desde então os prefeitos foram todos eleitos de forma democrática.

## Lista
| Nº                                                 | Nome                                                                             | Imagem                                     | Partido                                          | Início do mandato       | Fim do mandato | Observações                                                      |
| 1                                                  | Licídio de Oliveira (Hidrolândia, 16.06.1927–)                                   |                                            | Aliança Renovadora Nacional ARENA                | 3 de fevereiro de 1964  | 10 de novembro de 1964                                                                                                   | Prefeito nomeado pelo Governador do Estado Mauro Borges Teixeira |
| 2                                                  | José Bonifácio da Silva                                                          |                                            | Aliança Renovadora Nacional ARENA                | 11 de novembro de 1964  | 31 de janeiro de 1966 | Prefeito nomeado pelo Interventor Meira Matos                    |
| 3                                                  | Tanner de Melo (Cachoeira de Goiás, 25.10.1933–2006)                             |                                            | Aliança Renovadora Nacional ARENA                | 1º de fevereiro de 1966 | 30 de janeiro de 1970 | Primeiro prefeito eleito diretamente                             |
| 4                                                  | Licídio de Oliveira (Hidrolândia, 16.06.1927–)                                   |                                            | Aliança Renovadora Nacional ARENA                | 31 de janeiro de 1970   | 30 de janeiro de 1973 | Prefeito eleito em sufrágio universal                            |
| 5                                                  | Elmar Arantes Cabral                                                             |                                            | Aliança Renovadora Nacional ARENA                | 31 de janeiro de 1973   | 31 de janeiro de 1977 | Prefeito eleito em sufrágio universal                            |
| 6                                                  | Freud de Melo (Hidrolândia, 14.08.1935–)                                         |                                            | Aliança Renovadora Nacional ARENA                | 1° de fevereiro de 1976 | 26 de dezembro de 1981                                                                                                   | Prefeito eleito em sufrágio universal cassado em 1981            |
| 7                                                  | José Fabiano da Silva                                                            |                                            | Partido Democrático Social PDS                   | 27 de dezembro de 1981  | 31 de janeiro de 1983 | Prefeito eleito em sufrágio universal                            |
| Sexta República, ou Nova República (1985–presente) |                                                                                  |                                            |                                                  |                         | |                                                                  |
| 8                                                  | Norberto José Teixeira (São Pedro, 09.08.1954– Aparecida de Goiânia, 30.09.2011) |                                            | Partido do Movimento Democrático Brasileiro PMDB | 1° de fevereiro de 1983 | 31 de dezembro de 1988                                                                                                   | Prefeito eleito em sufrágio universal                            |
| 9                                                  | Sebastião Lemes Viana (Bela Vista de Goiás, 09.03.1951– Goiânia, 10.11.2020)     |                                            | Partido do Movimento Democrático Brasileiro PMDB | 1° de janeiro de 1989   | 31 de dezembro de 1992                                                                                                   | Prefeito eleito em sufrágio universal                            |
| 10                                                 | Norberto José Teixeira (São Pedro, 09.08.1954– Aparecida de Goiânia, 30.09.2011) |                                            | Partido do Movimento Democrático Brasileiro PMDB | 1° de janeiro de 1993   | 31 de dezembro de 1996                                                                                                   | Prefeito eleito em sufrágio universal                            |
| 11                                                 | Ademir de Oliveira Menezes (Itapuranga, 05.08.1957–)                             |                                            | Partido do Movimento Democrático Brasileiro PMDB | 1° de janeiro de 1997   | 31 de dezembro de 2000                                                                                                   | Prefeito eleito em sufrágio universal                            |
| 11                                                 | Ademir de Oliveira Menezes (Itapuranga, 05.08.1957–)                             | Partido da Frente Liberal PFL              | 1° de janeiro de 2001                            | 31 de dezembro de 2004  | Prefeito reeleito em sufrágio universal                                                                                  |                                                                  |
| 12                                                 | José Macedo de Araújo (São Vicente, 22.07.1957–)                                 |                                            | Partido da Frente Liberal PFL                    | 1° de janeiro de 2005   | 31 de dezembro de 2008                                                                                                   | Prefeito eleito em sufrágio universal                            |
| 13                                                 | Maguito Vilela (Jataí, 24.01.1949– São Paulo, 13.01.2021)                        |                                            | Partido do Movimento Democrático Brasileiro PMDB | 1° de janeiro de 2009   | 31 de dezembro de 2012                                                                                                   | Prefeito eleito em sufrágio universal                            |
| 13                                                 | Maguito Vilela (Jataí, 24.01.1949– São Paulo, 13.01.2021)                        | 1° de janeiro de 2013                      | Partido do Movimento Democrático Brasileiro PMDB | 31 de dezembro de 2016  | Prefeito reeleito em sufrágio universal nas eleições de 2012                                                             |                                                                  |
| 14                                                 | Gustavo Mendanha Melo (Aparecida de Goiânia, 07.10.1982–)                        |                                            | Partido do Movimento Democrático Brasileiro PMDB | 1° de janeiro de 2017   | 31 de dezembro de 2020                                                                                                   | Prefeito eleito em sufrágio universal nas eleições de 2016       |
| 14                                                 | Gustavo Mendanha Melo (Aparecida de Goiânia, 07.10.1982–)                        | Movimento Democrático Brasileiro MDB/Patri | 1° de janeiro de 2021                            | 31 de março de 2022     | Prefeito reeleito em sufrágio universal nas eleições de 2020 que renunciou em 2022 para concorrer a governador de Goiás. |                                                                  |
| 15                                                 | Vilmar Mariano (Aragoiânia, 17.12.1966–)                                         |                                            | União Brasil UNIÃO                               | 1° de abril de 2022     | 31 de dezembro de 2024                                                                                                   | Vice-prefeito eleito assumiu após a renúncia do titular          |
| 16                                                 | Leandro Vilela Veloso (Jataí, 07.11.1975–)                                       |                                            | Movimento Democrático Brasileiro MDB             | 1° de janeiro de 2025   | Atualidade | Prefeito eleito em sufrágio universal                            |

Legenda
| cor     | significado                                          |
| Verde   | Eleito democraticamente                              |
| Bege    | Mandatários nomeados pelo governo central            |
| Amarelo | Vice-prefeito que assumiu após a renúncia do titular |